# Chính sách thị thực của Ghana
Da khách đến Ghana phải xin thị thực từ một trong những phái bộ ngoại giao Ghana trừ khi họ đến từ một trong những nước được miễn thị thực hoặc có thể xin thị thực tại cửa khẩu.

## Bản đồ chính sách thị thực

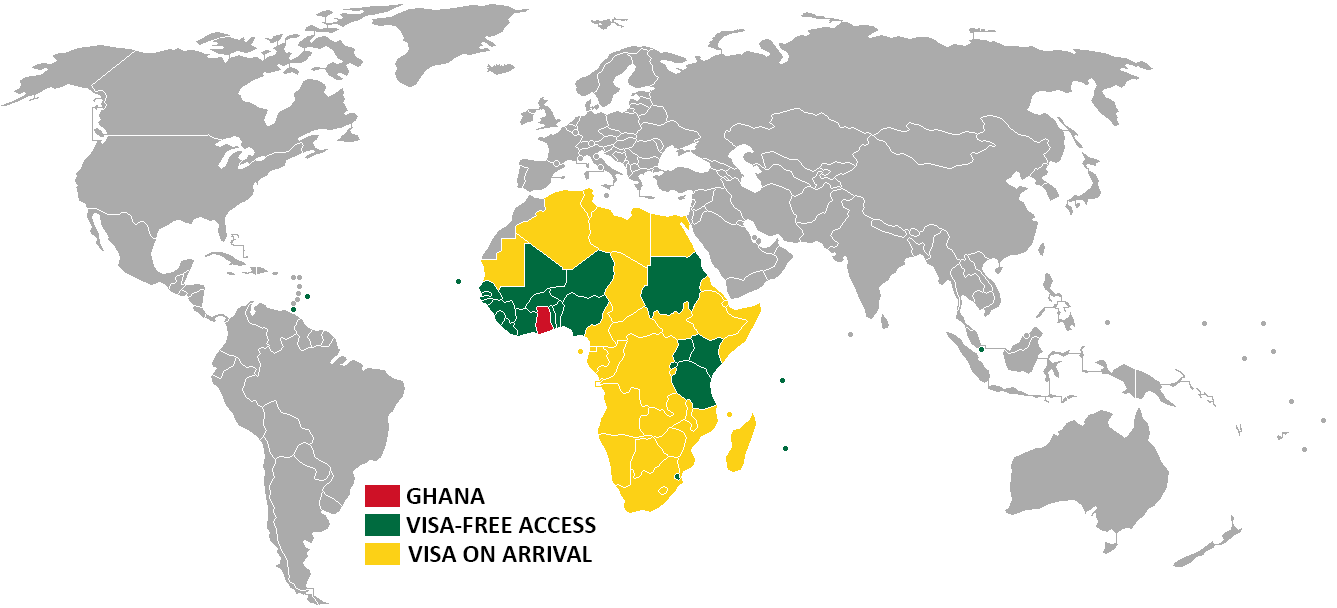
Chính sách thị thực Ghana
Ghana
Miễn thị thực
Thị thực tại cửa khẩu

## Miễn thị thực
Công dân của 20 quốc gia và vùng lãnh thổ sau có thể đến Ghana 90 ngày mà không cần thị thực (trừ khi có chú thích):
| - Benin - Bờ Biển Ngà - Burkina Faso - Cape Verde - Gambia - Guinea - Guinea-Bissau - Kenya - Liberia - Mali | - Mauritius (60 ngày) - Niger - Nigeria - Rwanda - Senegal - Sierra Leone - Singapore - Swaziland - Togo - Trinidad và Tobago (60 ngày) |  |

Theo đại diện ngoại giao Ghana tại Vương quốc Anh công dân của Lesotho, Malawi, Namibia, Nam Phi, Tanzania, Trinidad và Tobago, Uganda và Zimbabwe cũng được miễn.
Thị thực cũng được miễn với người có Thẻ Hai Quốc tịch được cấp bởi Ghana. Thị thực sắp xếp từ trước có thể được lấy tại cửa khẩu.
Người sở hữu hộ chiếu ngoại giao và công vụ của Brazil, Trung Quốc, Cuba, Đức, Iran, Namibia và Nam Phi không cần thị thực để đến Ghana.
Ghana ký thỏa thuận miễn thị thực với người sở hữu hộ chiếu ngoại giao và công vụ của  Guinea Xích Đạo và 24 tháng 8 năm 2017 và chưa được thông ua.

## Thị thực tại cửa khẩu
Từ ngày 1 tháng 1 năm 2016 công dân của các nước thành viên Liên minh Châu Phi (trừ Maroc) mà không được miễn thị thực có thể xin thị thực tại cửa khẩu với phí 150 đô la Mỹ có hiệu lực tối đa 30 ngày. The arrangement would be piloted at the Kotoka International Airport in Accra for three months, and thereafter extended to all other entry points of the country.
Nếu đạt được các yêu cầu đặc biệt, công dân của các nước không có phái bộ ngoại giao Ghana cần đi gấp có thể xin thị thực tại cửa khẩu.
Thị thực tại cửa khẩu cũng được cấp cho người có bản sao của sự phê chuẩn từ trước.

## Thị thực điện tử
Ghana dự kiến đưa ra thị thực điện tử vào 2018.